# Pałac Potala

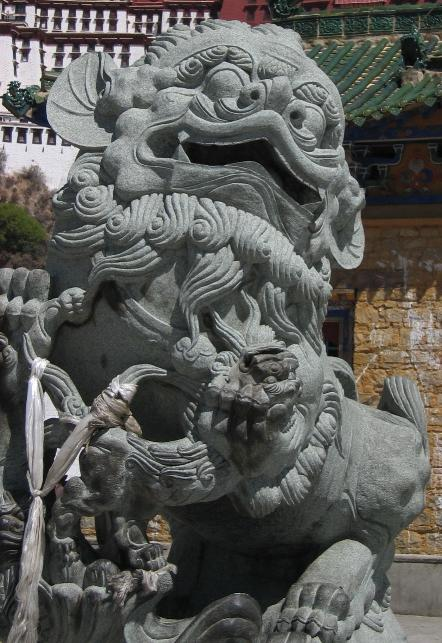
Śnieżny lew u wejścia do kompleksu.

Pałac Potala (tyb.: པོ་ཏ་ལ; Wylie: Po-ta-la, ZWPY: Bodala; chiń. upr. 布达拉宫; chiń. trad. 布達拉宮; pinyin Bùdálā Gōng) – zimowa rezydencja nominalnych władców Tybetu do 1959 roku, kiedy Dalajlama XIV został zmuszony do ucieczki w wyniku nieudanego powstania. Obecna siedziba duchowego i politycznego przywódcy Tybetańczyków znajduje się w indyjskiej miejscowości Dharamsala (stan Himachal Pradesh).
Położony w Lhasie obiekt jest najwyżej usytuowanym (3700 m n.p.m.) pałacem na świecie, a do czasu utworzenia na jego terenie muzeum był również największym budynkiem mieszkalnym. Wznosi się ponad 90 metrów nad miastem, zajmując południowe zbocza Marpo Ri (Czerwonej skały) na długości ok. 1,5 km i obszarze 41 hektarów. Składającą się z 13 kondygnacji budowlę wzniesiono z gliny, kamieni i drewna bez użycia gwoździ. Pałac podzielony jest na zewnętrzny Potrang Karpo (Biały Pałac) o świeckim charakterze, zawierający również prywatne pomieszczenia dalajlamy, oraz wewnętrzny Potrang Marpo (Czerwony Pałac), religijne centrum Tybetu, mieszczące groby 8 z 14 dalajlamów. Całość mieści ponad 1000 komnat, 10 000 kapliczek i 200 000 różnego rodzaju rzeźb. Od 1994 roku znajduje się na liście światowego dziedzictwa UNESCO, wraz z pobliską gompą Dżokhang i Norbulingka. Nazwa Potala pochodzi prawdopodobnie od świętej góry buddyzmu tybetańskiego, Putuo w południowych Chinach, mitycznej siedziby Bodhisattwy Czenrezig.

## Historia
Czerwona skała pozostawała niezamieszkana do 637 roku, kiedy król Soncen Gampo wybudował pierwszy pałac dla swojej żony, chińskiej księżniczki z dynastii Tang, Wencheng, oraz mianował Lhasę swoją stolicą. Marpo Ri już wcześniej służyła jednak władcy za miejsce medytacji. Liczne pożary, spadek znaczenia tytułu króla na rzecz dalajlamy i najazdy Chińczyków spowodowały stopniowy upadek Potali, datowany od XIII wieku. Obecna konstrukcja powstała w latach 1645–1648 (Biały Pałac) oraz 1690–1694 (Czerwony Pałac). 117-metrową budowlę postawiło około 7000 robotników z rozkazu V Dalajlamy, Losanga Gjaco, który kilka lat wcześniej (1642) przejął pełnię władzy w państwie i ustanowił tzw. „Boskie Królestwo”. Dziewięciu kolejnych dalajlamów sprawowało odtąd absolutystyczne rządy.

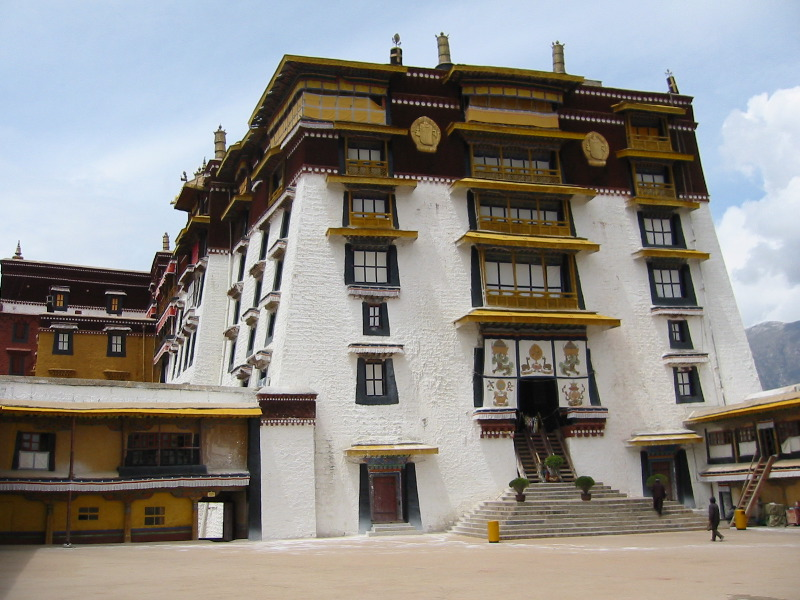
Deyangshar, główny dziedziniec Białego Pałacu.

Poza niewielką rozbudową zewnętrznej części obiektu, dokonaną w początkach XX wieku przez XIII Dalajlamę budowla nie zmieniła się znacząco od momentu jej powstania. Na szczególną uwagę zasługuje Potrang Marpo, a w nim wysoki na 20 metrów, wykonany z około 3700 kilogramów złota sarkofag założyciela Potali, Soncen Gampo. Ku jego czci wybudowano również 3 największe kaplice kompleksu, poświęcone kolejno: Buddzie Siakjamuni (Kaplica Północna), Padmasambhavie (Kaplica Południowa), założycielowi Sekty Żółtych Czapek Je Tsongkhapie (Kaplica Wschodnia) oraz grobową Kaplicę Zachodnią. Znaleźć w niej można pięć złotych stup, zawierających zwłoki kolejnych dalajlamów, w tym wspomniany sarkofag Soncen Gampo. Najważniejszym miejscem pałacu jest jednak położona w pobliżu hallu głównego Święta Kaplica (Phakpa Lhakhang) z XVII-wiecznym posągiem Bodhisattwy współczucia, Chenrezig. Według legendy bóstwo zamieszkiwało przez pewien czas jaskinię pod kaplicą. Pozostałą część zabarwionego karmazynową gliną wewnętrznego pałacu wypełniają pomieszczenia biblioteczne, gromadzące m.in. 108 zwojów typu Kanjur i 225 Tenjur. Niektóre spośród tych bezcennych dzieł wywieziono po 1950 roku do Pekinu. Podczas rewolucji kulturalnej Potala uniknęła zniszczenia. Przemianowany obecnie na Chińskie Muzeum Narodowe pałac pozostaje niezamieszkany od 1959 roku, mimo to dla wielu Tybetańczyków jest symbolem narodowej tożsamości i popularnym celem pielgrzymek.

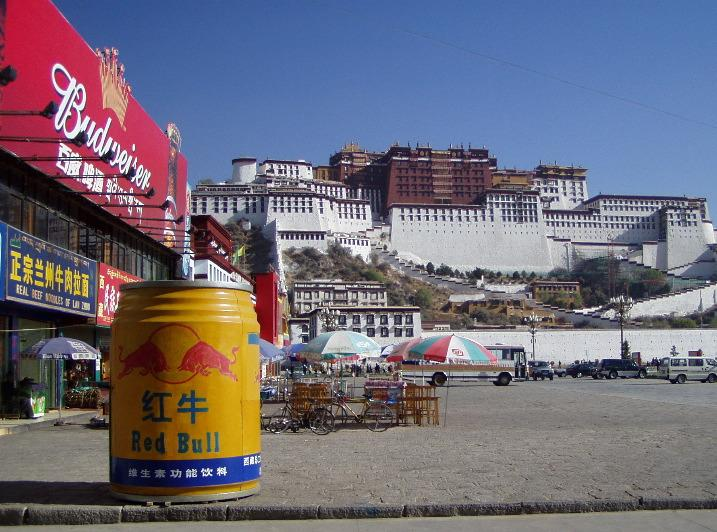
Otoczenie pałacu przypomina w coraz większym stopniu inne chińskie miasta.